# Jarosław Klejnocki
Jarosław Klejnocki (ur. 7 października 1963 w Warszawie, zm. 21 czerwca 2025) – polski pisarz i poeta, eseista, krytyk literacki oraz nauczyciel akademicki. 
W latach 2010–2024 dyrektor Muzeum Literatury im. Adama Mickiewicza w Warszawie.

## Życiorys
Absolwent XLII Liceum Ogólnokształcącego im. Marii Konopnickiej w Warszawie oraz Polonistyki na Uniwersytecie Warszawskim. 
Współautor (wraz z Barbarą Łazińską i Dorotą Zdunkiewicz-Jedynak) podręczników do nauki języka polskiego w szkołach ponadgimnazjalnych („Słowa i teksty”). W latach 1988–2008 nauczyciel języka polskiego w stołecznych liceach (XVII LO im. Andrzeja Frycza Modrzewskiego – gdzie przez dwa lata był wicedyrektorem – 42 Niepubliczne Liceum Ogólnokształcące). 
W latach 1990–1991 także wizytator szkół średnich w warszawskim Kuratorium Oświaty i Wychowania, a w latach 1991–1992 nauczyciel – konsultant w Centralnym Ośrodku Doskonalenia Nauczycieli. Nauczyciel mianowany, egzaminator-weryfikator Okręgowej Komisji Egzaminacyjnej w Warszawie. 
Był członkiem Polskiego PEN Clubu od 2012, w latach 1997–2015 należał do Stowarzyszenia Pisarzy Polskich. Członek-założyciel Stowarzyszenia Unia Literacka.
Związany był z Uniwersytetem Warszawskim, gdzie w roku 1988 obronił pracę magisterską (Żywioł autobiografizmu w wybranych utworach Tadeusza Konwickiego po 1956 roku) oraz doktorat traktujący o poezji Adama Zagajewskiego (w 2001 roku, wydany później w formie książkowej: Bez utopii? Rzecz o poezji Adama Zagajewskiego, 2002). Habilitował się na Wydziale Polonistyki UW (na podstawie dorobku naukowego oraz rozprawy pod tytułem „Przez wiersze. Szkice interpretacyjne”) w październiku 2017 roku. Następnie adiunkt na Wydziale Polonistyki UW (specjalność: metodyka nauczania, polska literatura współczesna, teoria i praktyka interpretacji oraz recepcji). W latach 2005–2007 kierownik Zakładu Edukacji Literackiej w Instytucie Literatury Polskiej UW, w latach 2007–2008 p.o. zastępcy Dyrektora Instytutu Polonistyki Stosowanej UW. Stypendysta rządu USA (1992) oraz programu Research Support Scheme (RSS) dla naukowców z Europy Środkowo-Wschodniej (1996–1999). 
Wielokrotny stypendysta naukowy JMR Uniwersytetu Warszawskiego oraz twórczy Ministra Kultury RP. 
W roku 2011 uhonorowany Nagrodą Światowego Dnia Poezji, ustanowioną przez UNESCO.
Był redaktorem „Zeszytów Poetyckich”.
W sierpniu 2009 rozpoczął pracę w Muzeum Literatury im. Adama Mickiewicza w Warszawie, 1 stycznia 2010 został p.o. dyrektora tej instytucji, a od 1 lipca 2010 jest jej dyrektorem. Funkcję tę pełnił do 2024. W grudniu 2016 roku, decyzją Ministra Kultury i Dziedzictwa Narodowego, uzyskał tytuł kustosza dyplomowanego.
W latach 2010–2019 roku członek jury Warszawskiej Premiery Literackiej; w latach 2012–2015 członek Społecznej Rady Kultury przy Prezydent Miasta Stołecznego Warszawy, Hannie Gronkiewicz-Waltz.

## Twórczość
Powieści
- Jak nie zostałem menelem (próba autobiografii antyintelektualnej) (2002)
- Przylądek pozerów: powieść antykryminalna (2005)
- Południk 21 (2008)
- Człowiek ostatniej szansy (2010)
- Opcje na śmierć (2012)

Poezja
- Oswajanie (1993)
- Miasto otwarte (1995)
- Okruchy (1997)
- W drodze do Delft: piętnaście portretów (1998)
- Krótka historia przeistoczeń (epigramaty) (1999)
- Mr. Hyde (1999)
- Reporterzy, fotograficy, zawiedzeni kochankowie (2002)
- Skarby dni ostatecznych. Psalmy, epigramaty, lamenty, litanie (2005)
- Victoria. Wiersze ostatnie (2009)
- Miasto otwarte (2011). Wydanie II, I elektroniczne
- Zaprzysiężony. Sworn (2011). Dwujęzyczny – polski i angielski – wybór wierszy
- W proch (2011). Edycja w formie e-booka, ISBN 978-83-63062-05-7.
- Elegia na śmierć szczegółów. Wiersze wybrane Oprac. R. Wiśniewski (2012)
- Ciemne Zwierciadło (2016) na książce wydrukowany wyłącznie ISBN 978838949275X, ISBN 978-83-89492-75-3.

Eseje
- Zagłada ogrodu (1996)
- Piołun i inne eseje chodnikowe (1999)
- Ulica Słodkich Migdałów i inne opowieści (2024) ISBN 978-83-7866-696-7.

Opowiadania
- Proste zlecenie w: Opowiadania letnie, a nawet gorące (2006)
- Złamane serce w: Opowiadania szkolne (2007)
- Papierowi ludzie w: Opowiadania pełne pasji (2008)
- Wyprawa w: Opowiadania pod psem i kotem (2008)
- Zbrodnia doskonała w: Opowiadania kryminalne (2009)
- Popołudniowa herbatka w: Rzeczy warszawskie z dreszczem (2018)
- Lista w: Rzeczy warszawskie z dreszczem (2018)
- Na chwałę Korony w: Rzeczy warszawskie z dreszczem (2018)
- Rowery w: Rzeczy warszawskie z dreszczem (2018)

Krytyka literacka
- Chwilowe zawieszenie broni, O twórczości tzw. pokolenia bruLionu (1986–1996) (1996, ISBN 83-86056-32-0) – wraz z Jerzym Sosnowskim
- Bez utopii? Rzecz o poezji Adama Zagajewskiego (2002)
- Literatura w czasach zarazy (2006), ISBN 83-7469-309-6.
- Przez wiersze. Szkice interpretacyjne (wokół wybranych wierszy kilku poetów urodzonych w latach 60. XX wieku) (2016) ISBN 978-83-64111-51-8.

Historia literatury
- Literatura staropolska (1989)

Edytorstwo
- Brulion i niezależni (II tom antologii „Po Wojaczku”). Wybór, opracowanie, wstęp (1992)
- Bolesław Miciński. Jerzy Stempowski. Listy. Opracowanie, wraz z Anną Micińską oraz Andrzejem Stanisławem Kowalczykiem (1995)
- Macie swoich poetów. Antologia poezji urodzonej po 1960 roku (wybór i opracowanie, wraz z Pawłem Dunin Wąsowiczem i Krzysztofem Vargą) (1996). Drugie wydanie, rozszerzone – 1997
- Agnieszka Osiecka. Nowa miłość. Wiersze prawie wszystkie. T. I, T. II. Wstęp i opracowanie (2009)

Inne
- Jakub Deml. Zapomniane światło. Redakcja (wraz z Filipem Modrzejewskim) (2000)
- Buntownik. Cyklista. Kosmopolak. O Andrzeju Bobkowskim i jego twórczości. Redakcja naukowa (wraz z Andrzejem St. Kowalczykiem) (2011)
- Miłosz w szkole. Szkice interpretacyjne, red. merytoryczna, Warszawa 2013
- Próba miłości. Jak pokochać cudze dziecko (wraz z Katarzyną Klejnocką), Czarne, Wołowiec 2014